# Tatyjana Vasziljevna Prorocsenko
Tatyjana Vasziljevna Prorocsenko, oroszul: Татьяна Васильевна Пророченко, ukránul: Тетяна Василівна Пророченко (Bergyanszk, 1952. március 15. – Kijev, 2020. március 11.) olimpiai bajnok szovjet-ukrán atléta, futó.

## Pályafutása
Az 1976-os montréali olimpián 4 × 100 méteren Ljudmila Maszlakovával, Nagyezsda Beszfamilnajával és Vera Anyiszimovával bronzérmet szerzett. 200 méteren hatodik helyezést ért el. Négy évvel később az 1980-as moszkvai olimpián már 4 × 400 méteren indult társaival és aranyérmes lett Tatyjana Gojscsikkal, Nyina Zjuszkovával és Irina Nazarovával.

## Sikerei, díjai
- Olimpiai játékok
  - aranyérmes: 1980, Moszkva (4 × 400 m)
  - bronzérmes: 1976, Montréal (4 × 100 m)
- Szovjet bajnokság
  - aranyérmes: 200 m (1976), 4 × 400 m (1978), 4 × 400 m (1979), 400 m (1980)[4]
  - ezüstérmes: 200 m (1977),[5] 400 m (1978)[6]
  - bronzérmes: 4 × 400 m (1980)